# عرض الحالة
عرض الحالة هو اتصال رسمي بين أخصائيي الرعاية الصحية (الأطباء ، الصيادلة ، الممرضات ، المعالجين ، أخصائي التغذية ، إلخ) فيما يتعلق بالمعلومات السريرية للمريض. تتضمن الأجزاء الأساسية لعرض الحالة:
- هوية
- سبب الاستشارة / القبول
- الشكاوى الرئيسية (CC) - ما الذي جعل المرضى يلتمسون العناية الطبية.
- تاريخ المرض الحالي (HPI) - الظروف المتعلقة بشكاوى الرؤساء.
- التاريخ الطبي السابق (PMHx)
- التاريخ الجراحي السابق الأدوية الحالية
- الحساسية
- تاريخ العائلة (FHx)
- التاريخ الاجتماعي (SocHx)
- الفحص البدني (PE)
- نتائج المختبر (معمل)
- الفحوصات الأخرى (التصوير ، الخزعة ، إلخ)
- ملخص الحالة والانطباع
- خطط الإدارة المتابعة في العيادة أو المستشفى
- التزام المريض بالعلاج
- نجاح العلاج أو الفشل.
- أسباب النجاح أو الفشل.